# Boletim do Museu Municipal do Funchal
Boletim do Museu Municipal do Funchal (abreviado Bol. Mus. Munic. Funchal) es una revista con ilustraciones y descripciones botánicas que es publicada en Funchal desde el año 1945.